# Liste Bad Dürkheimer Persönlichkeiten
Die Liste Bad Dürkheimer Persönlichkeiten enthält bedeutende Persönlichkeiten, die in der Stadt geboren wurden beziehungsweise in Bad Dürkheim gewirkt haben. Die Liste erhebt keinen Anspruch auf Vollständigkeit. Weitere Personen sind in der Liste der Äbte des Klosters Limburg aufgeführt.

## Ehrenbürger
- Albert Schenck

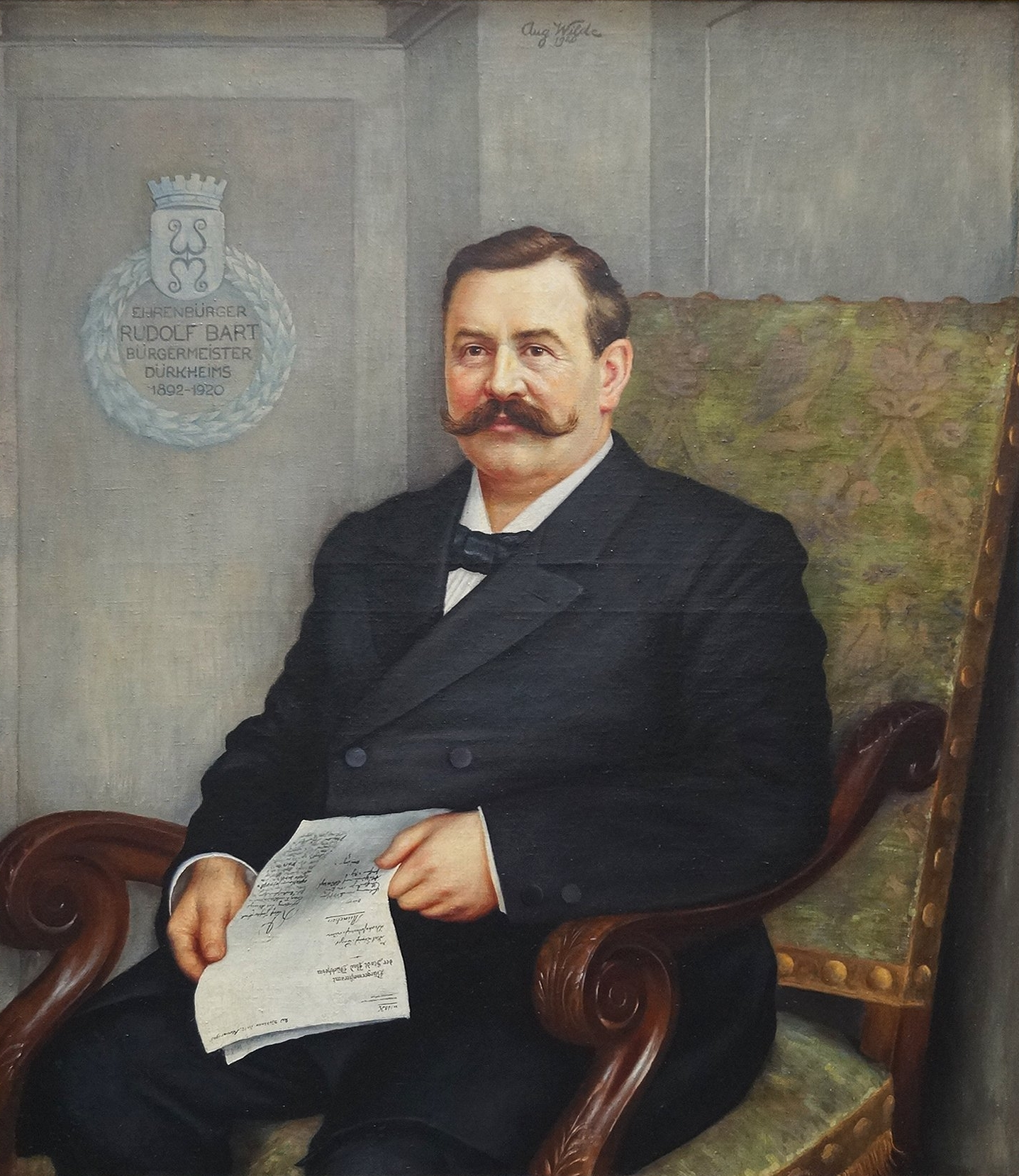
Rudolf Bart (1920)

- Otto von Bismarck (1815–1898), deutscher Staatsmann
- Rudolf Bart (1857–1920), Bürgermeister von 1892 bis 1920, ernannt 1917
- Ludwig Siebert (1874–1942), Bayerischer Ministerpräsident von 1933 bis 1942
- Hermann Schaefer (1847–1932), Schriftsteller
- Karl Räder (1870–1967), Mundartdichter
- Otto Dill (1884–1957), Maler
- Friedrich Dahlem (1886–1970), Bürgermeister von 1921 bis 1923 und von 1924 bis 1933

## Söhne und Töchter der Stadt

### Jahrgänge bis 1800

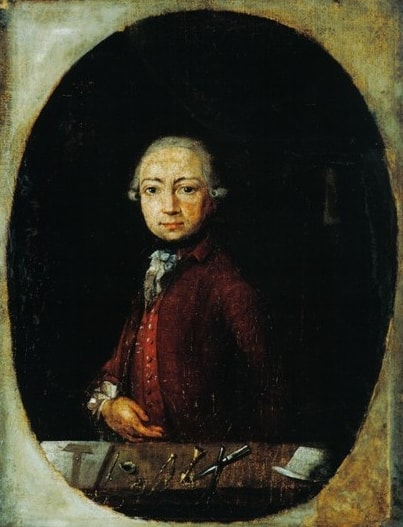
Johann Michael Hartung

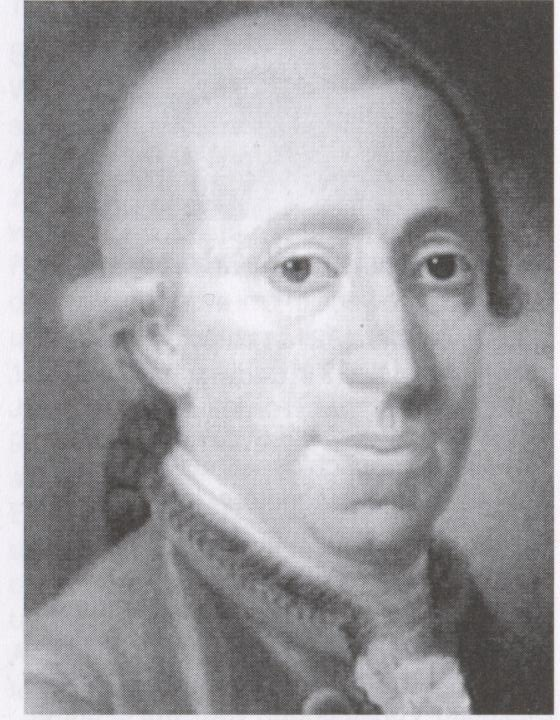
Johann Goswin Widder

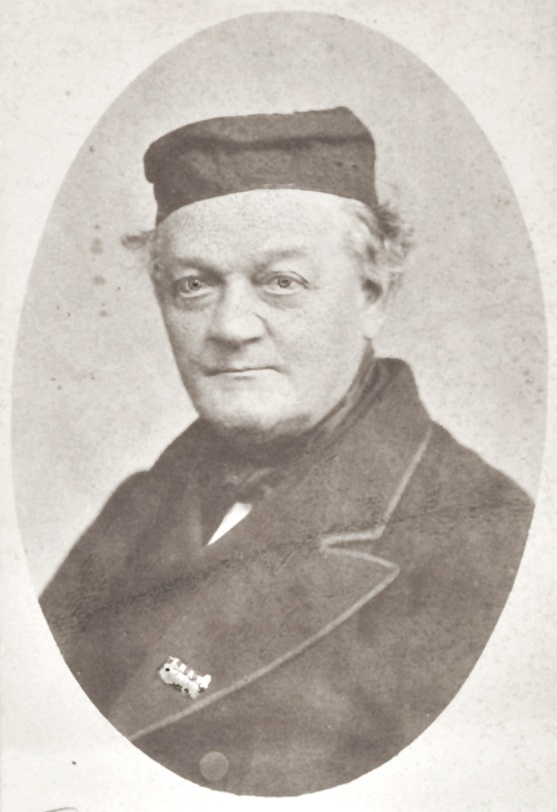
Johann Georg Lehmann

- Nikolaus Basellius (≈1470–≈1532), Benediktiner, Humanist und Chronist im Kloster Hirsau
- Johann Friedrich (1661–1722), Graf von Leiningen
- Maria Polyxena von Leiningen-Dagsburg-Hardenburg (1663–1725), durch Heirat gefürstete Gräfin zu Nassau-Weilburg
- Carl von Ahlefeldt (1670–1722), Staatsmann und Herr der Herrschaften Rixingen und Mörsberg sowie Lehnsgraf von Langeland auf Schloss Tranekær sowie Landrat auf Langeland
- Karl Ludwig von Leiningen-Dagsburg-Emichsburg (1704–1747), regierender Graf und kurpfälzischer General
- Johann Michael Hartung (1708–1763), Orgelbaumeister
- Carl Friedrich Wilhelm (Leiningen) (1724–1807), erster Fürst zu Leiningen
- Johann Goswin Widder (1734–1800) war ein pfalz-bayerischer Beamter, Historiker und Buchautor.
- Georg Friedrich Dentzel (1755–1828), Pfarrer und General unter Napoleon
- Georg Christian Heinrich Rosentritt (1759–1846), Salineninspektor
- Emich Carl zu Leiningen (1763–1814), zweiter Fürst zu Leiningen
- Ludwig Wild (1780–1828), Politiker und Beamter
- Johannes Fitz (1796–1868), Kaufmann, Weingutsbesitzer und Stadtrat
- Gottlieb Wilhelm Bischoff (1797–1854), Botaniker
- Johann Georg Lehmann (1797–1876), Historiker

### 19. Jahrhundert

#### 1801 bis 1860

Anna Croissant-Rust

- Karl König (1804–1888), Pfarrer und Botaniker
- Georg Friedrich Koch (1808–1874), Botaniker, Mediziner und Naturwissenschaftler, geboren in Ungstein
- Adolf Krätzer (1812–1881), Jurist und Politiker
- Rudolph Eduard Christmann (1814–1867), Politiker
- Jan-Daniel Georgens (1823–1886), Pädagoge und Arzt, geboren in Leistadt
- Friedrich Eppelsheim (1834–1899), Jurist und Schmetterlingsforscher
- Eduard Eppelsheim (1837–1896), Arzt und Insektenforscher
- Johann Heinrich Bonawitz (1839–1917), Komponist
- Albert Fitz (1842–1885), Biologe
- Karl Koester (1843–1904), Pathologe und Hochschullehrer
- Hermann Schaefer (1847–1932), Schriftsteller
- Karl Schaefer (1849–1932), Ökonomierat, Weingutbesitzer
- Friedrich Karl Keim (1852–1923), Lehrer, badischer Beamter und Vorsitzender des Badischen Philologenvereins
- Philipp Otto Mayer (1855–nach 1908), Militärjurist
- August Exter (1858–1933), Architekt
- Anna Croissant-Rust (1860–1943), Schriftstellerin

#### 1861 bis 1900
- Friedrich Bühler (1863–1944), Politiker (DDP)
- Philipp Avril (1866–nach 1915), Architekt
- Philipp Fauth (1867–1941), Volksschullehrer und Astronom
- Elise Dosenheimer (1868–1959), Germanistin, Publizistin und Frauenrechtlerin, geboren in Ungstein
- Wilhelm von Wolf (1869–1943), Jurist in der Bayerischen Finanzverwaltung
- Emil Dosenheimer (1870–1936), Jurist und Aktivist, geboren in Ungstein
- Karl Räder (1870–1967), Sänger und Mundartdichter
- Theodor Frank (1871–1953), Bankier und Bankmanager
- Daniel Hauer (1879–1945), Politiker (NSDAP)
- Hermann Wolfgang Zahn (1879–1965), Nervenarzt und Schriftsteller
- Emil Schick (1880–1965), Politiker (NSDAP), geboren in Ungstein
- August Friedrich Kirsch (1882–1949), Dekorations- und Landschaftsmaler
- Karl Strauß (1883–1942), Lehrer, Politiker und Opfer des Nationalsozialismus
- Franz Altmeier (1884–1979), Musikdirektor
- Eduard Hilgard (1884–1982), Versicherungsmanager
- Konrad Linder (1884–1963), Pädagoge und Schulmann, geboren in Ungstein
- Heinrich Erfle (1884–1923), Optiker
- Heinrich Bart (1886–1924), Chemiker
- Carl Croneiß (1891–1973), Militär und Politiker (NSDAP)
- Ludwig König (1891–1974), Keramiker und Industriedesigner
- Helmut Anthony Hatzfeld (1892–1979), Romanist, Literaturwissenschaftler und Sprachwissenschaftler
- Georg Otto Angerer (1893–1951), Politiker (NSDAP)
- Bruno Heller (1894–1945), deutsch-jüdischer Gynäkologe und NS-Opfer

### 20. Jahrhundert

#### 1901 bis 1940
- Helmut Metzger (1917–1995), Autor und Pfälzer Mundartdichter
- Kurt Dehn (1920–2000), Pfälzer Mundartdichter, Komponist und Sänger, geboren in Leistadt
- Fritz Dahlem (1921–2013), Politiker (FDP)
- Otto Gödel (1922–2002), Landwirt und Historiker, geboren in Leistadt
- Karl Grauer (1924–1982), Politiker (CDU, Wählergruppe Bad Dürkheim)
- Wolfgang Wittkowsky (1933–2013), Politiker (CDU)
- Karl Heinz Rahn (* 1937), Mediziner
- Fritz Schumann (* 1939), Önologe, geboren in Ungstein
- Georg Kalbfuß (* 1940), Politiker (SPD)

#### 1941 bis 1960
- Hermann Höpfner (* 1945), Leichtathlet
- Werner Adler (* 1946), Fußballspieler
- Gerhard Fontana (* 1947), Leichtathlet
- Hans-Jürgen Wünschel (* 1947), Historiker

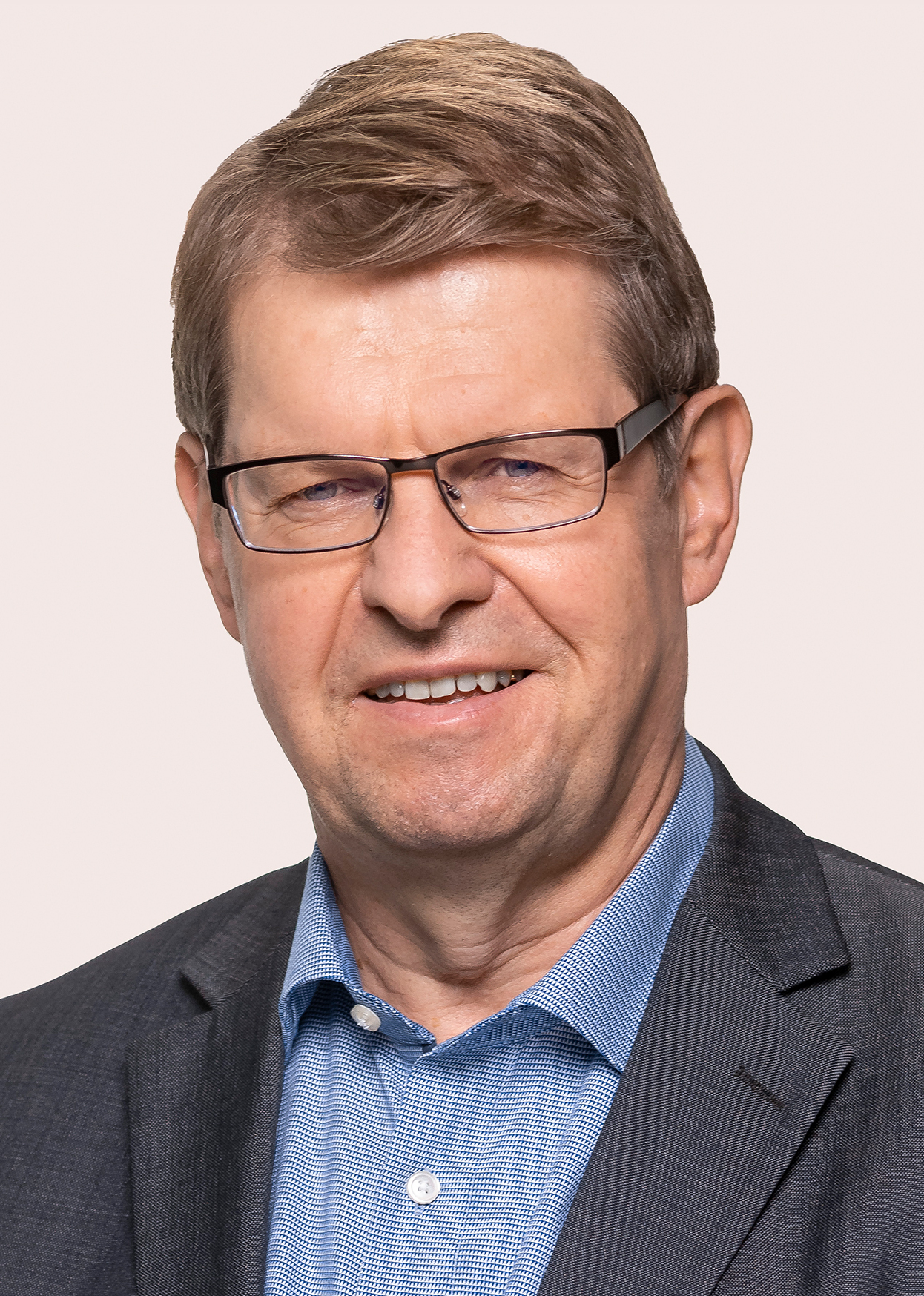
Ralf Stegner

- Helga Spindler (* 1948), Juristin, Sozialrechtlerin und Hochschullehrerin
- Heinrich Peter Postel (1950–2018), ab 1970 Bürger von Freinsheim, Sozialdemokrat und Gewerkschafter, war von 1994 bis 2009 1. Beigeordneter und von 1992 bis 2009 Vorsitzender der Städtepartnerschaft mit Marcigny (Frankreich).
- Ingo Toussaint (* 1950), Historiker und Bibliothekar
- Hans-Jürgen Schweizer (* 1951), Mundartdichter
- Hans Georg Löffler (* 1953), Politiker (CDU)
- Heiner Dopp (* 1956), Feldhockey-Nationalspieler
- Helmut Seitz (1956–2009), Finanzwissenschaftler
- Frank Baasner (* 1957), Literaturwissenschaftler
- Thomas Gunst (* 1959), Feldhockeyspieler
- Hans Reiner Schultz (* 1959), Pflanzenbauwissenschaftler
- Ralf Stegner (* 1959), Politiker (SPD), MdB
- Georg F. W. Tempel (* 1959), Redakteur, Marketing-Manager und ehemaliger Verlagsleiter der Egmont Verlagsgesellschaften
- Thomas Herberich (* 1960), Bassbariton

#### 1961 bis 1980

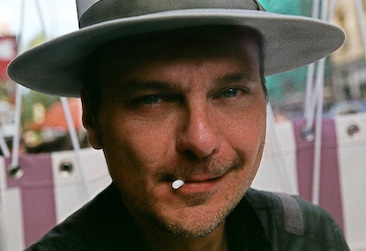
Eckes Malz

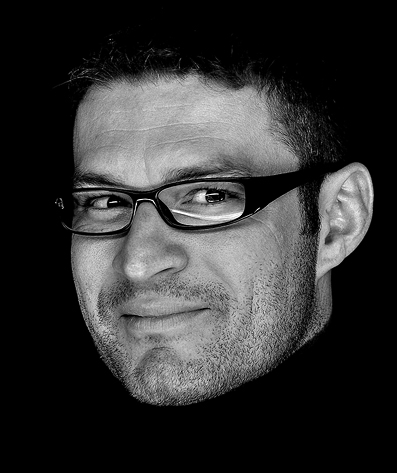
Jens Ritter

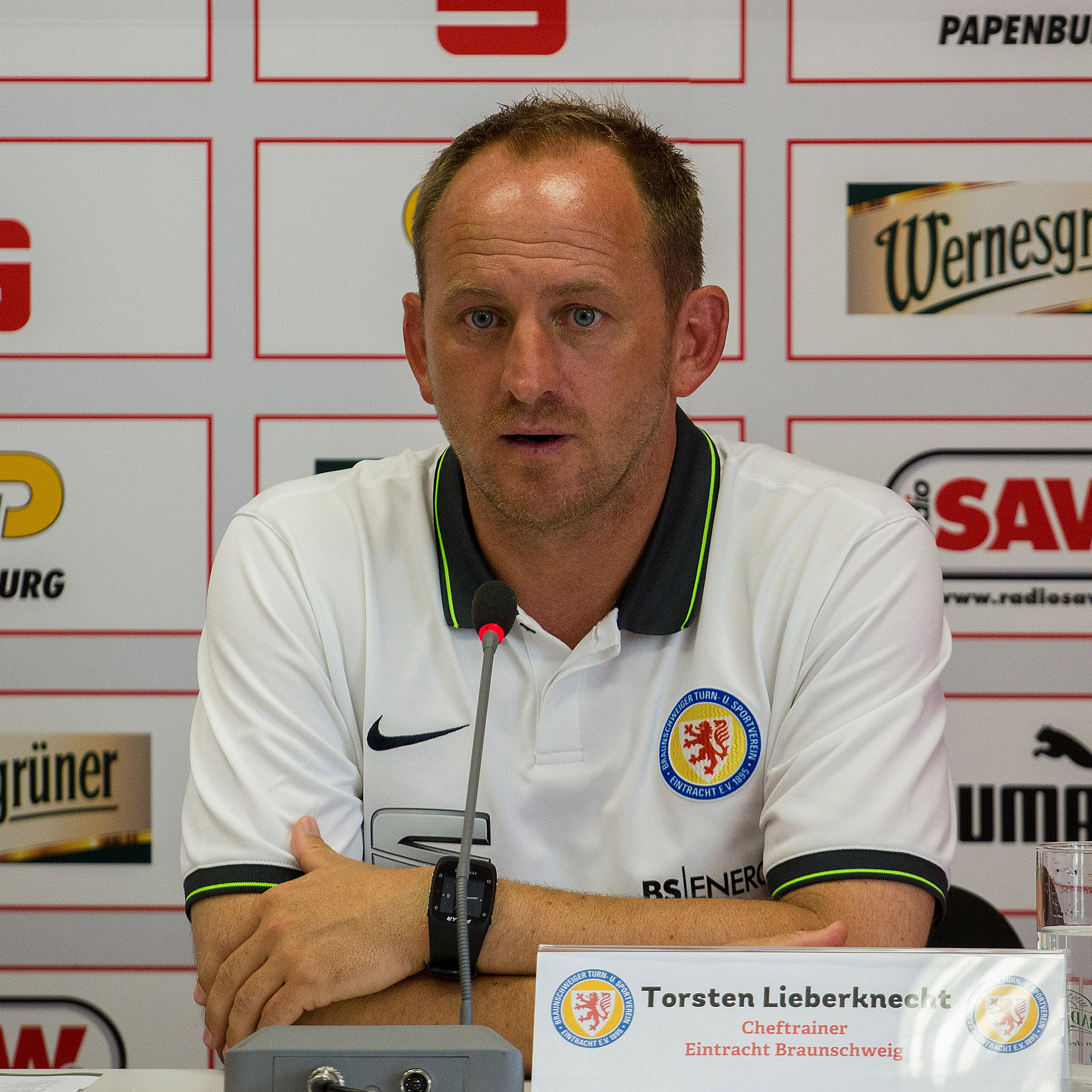
Torsten Lieberknecht

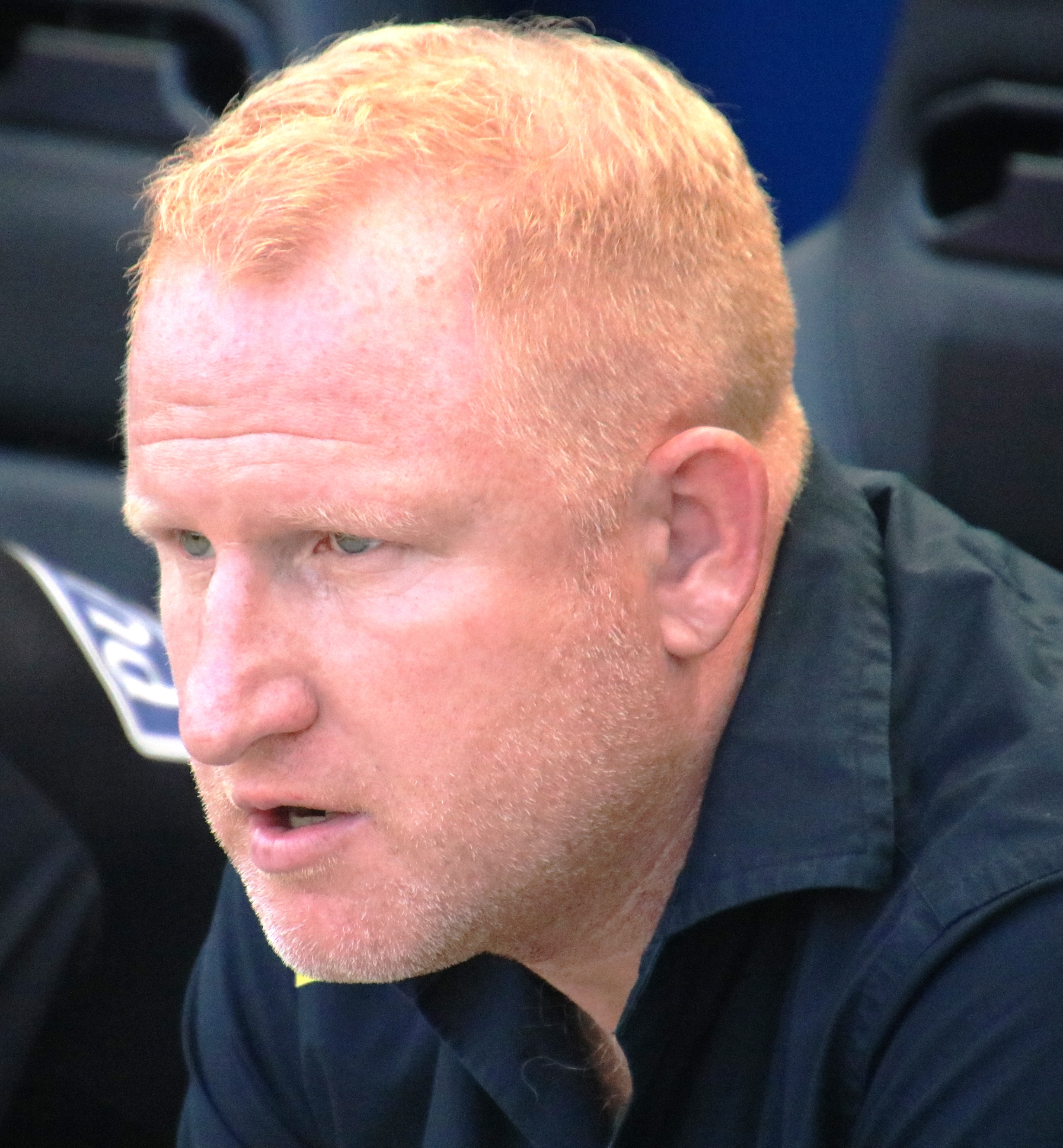
Heiko Vogel

- Martin Darting (* 1961), Winzer, Wein- und Sensorikexperte, Synästhetiker, Autor und Sommelierausbilder
- Eckes Malz (* 1962), Komponist
- Petra Dick-Walther (* 1967), Politikerin (FDP)
- Andreas Keith-Volkmer (* 1967), Politiker (AfD)
- Ralph Bollmann (* 1969), Journalist und Publizist
- Steffen Herzberger (* 1969), Fußballspieler
- Michael Ester (* 1972), Regisseur
- Jens Ritter (* 1972), Gitarrenbauer
- Torsten Lieberknecht (* 1973), Fußballspieler und -trainer
- Nicole Mayer-Ahuja (* 1973), Arbeitssoziologin, Professorin an der Universität Göttingen und Direktorin des Soziologischen Forschungsinstituts e. V. (SOFI)
- Philipp Theisohn (* 1974), Germanist
- Simone Wendel (* 1974), Dokumentarfilmerin, Regisseurin, Filmproduzentin und Art Directorin
- Franziska Emmerling (* 1975), Chemikerin
- Heiko Vogel (* 1975), Fußballtrainer
- Felicitas Kleiner (* 1976), Journalistin, Filmkritikerin und Autorin
- Thorsten Böckler (* 1977), Feldhockeyspieler
- Marco Laping (* 1978), Fußballspieler
- Josef Rosalia Hein (* 1979), Künstler
- Markus Wolf (* 1980), Politiker (CDU)

#### 1981 bis 2000
- Steffen Bohl (* 1983), Fußballspieler
- Julia Ertmer (* 1983), Triathletin
- Christina Geiger (* 1983), Fußballspielerin
- Kai Hliza (* 1985), Radsportler

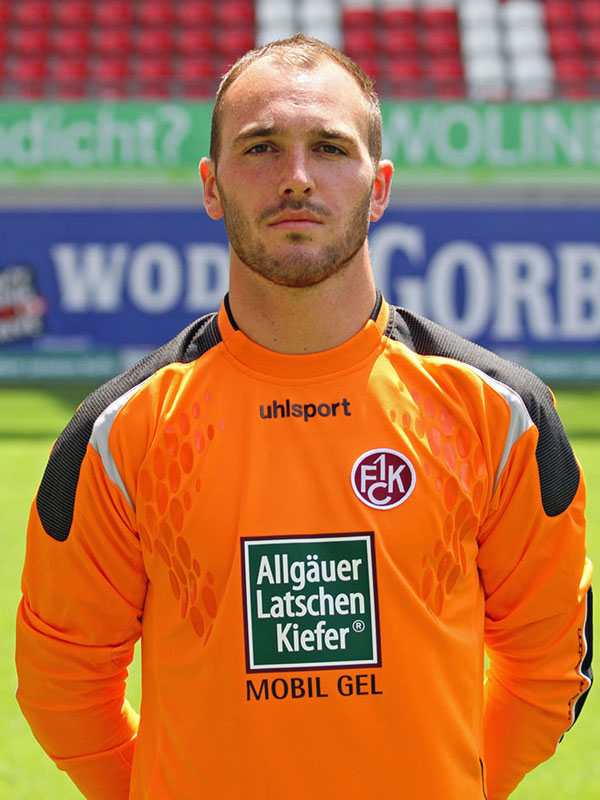
Tobias Sippel

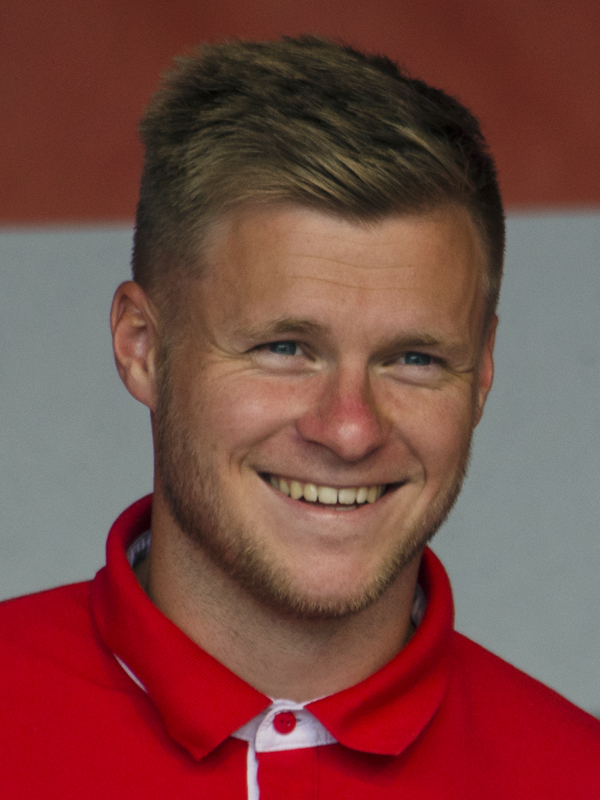
Jean Zimmer

- Ludwig Hornung (* 1986), Jazzmusiker (Piano, Fender Rhodes, Komposition)
- Johannes Steiniger (* 1987), Politiker (CDU)
- Christian Henel (* 1988), Fußballspieler
- Tobias Sippel (* 1988), Fußballspieler
- Janina Huhn (* 1989), Deutsche Weinkönigin 2014/15
- Julia Schmidt (* 1993) Politikerin (GRÜNE)
- Jean Zimmer (* 1993), Fußballspieler
- Luise Heim (* 1996), Badmintonspielerin

## Personen, die in der Stadt gewirkt haben
- Viktor Brack (1904–1948) besuchte in Bad Dürkheim die Realschule.
- Reinhard Brenzinger, „Dürkheimer Barde“ und Moderator des Literarischen Frühschoppens
- Robert Wilhelm Bunsen (1811–1899) entdeckte bei der Untersuchung der Solequellen von Bad Dürkheim, unter anderem der Maxquelle, die Elemente Rubidium und Cäsium.
- Wilhelm Dautermann, langjähriges Jurymitglied des Pfälzischen Mundartdichterwettstreites
- Paul Camille von Denis (1796–1872) starb in Bad Dürkheim.
- Anton Eberhard (1892–1967) arbeitete seit 1922 als selbstständiger Steuer- und Wirtschaftsberater in Bad Dürkheim und war Bürgermeister von 1945 bis 1946 (FDP).
- Gustav Ernst (1858–1945), Maler, starb vor Ort und war Namensgeber einer Straße.
- Max Fischer, Träger des Bundesverdienstkreuzes
- Fritz Herrfurth, Architekt, lebte vor Ort.
- Rudolf E. Kaiser (1930–2021) leitete das Institut für Chromatographie (IfC) in Bad Dürkheim.
- Mina Karcher (1846–1925), Wohltäterin, stammte aus der Stadt.
- Josef Kastert (1910–1993), von 1954 bis 1972 leitender Medizinaldirektor am Sanatorium Sonnenwende.
- Fritz Keller, Weingutsbesitzer und Küfermeister, Erbauer des Dürkheimer Riesenfasses
- Edmund König (1858–1939), war zwischen 1888 und 1894 Lehrer und Mitdirektor an der Real- und Handelsschule.
- Helmut Leckron (1932–2023), Gärtnermeister und Blumenhändler, lebte und starb vor Ort
- Waltraud Meißner (* 1940), Pfälzer Mundartdichterin, lebt in Bad Dürkheim.
- Margaretha von Neipperg († nach 1589), Benediktinerin, 1563–89 letzte Äbtissin des Klosters Seebach
- Valentin Ostertag (≈1450–1507), Gründer der ältesten Sozialstiftung Deutschlands, wirkte zeitweise in Bad Dürkheim.
- Franz Piwinger, Dipl.-Ing., Fachbuchautor, Geschäftsführer mehrerer Firmen für Automation in Bad Dürkheim, u. a. Intrometic, Innovationspreis des Landes Rheinland-Pfalz (1990)
- Ludwig Schön (1918–1983), Politiker (SPD), Bürgermeister von 1961 bis 1964
- Fritz Schumann, Träger des Bundesverdienstkreuzes
- Christian Solms, 1792/93 Mitglied des Rheinisch-Deutschen Nationalkonvents
- Karl Stabenow, Träger des Bundesverdienstkreuzes
- Rudolf Virchow (1821–1902), Mediziner, besuchte das Solbad Dürkheim zur Traubenkur.
- Roland Vogt (1941–2018), Politiker (GRÜNE) und Pazifist, lebte und starb vor Ort.
- Katrin Tempel (* 1967), Buch-Autorin und Journalistin, lebt seit 2007 in Bad Dürkheim.